# 凱克·托普
凱克·托普（德語：Keke Topp；2004年3月25日—）是一位德國足球運動員，在場上的位置是中鋒。他現在效力於雲達不萊梅。

## 生平
凱克·托普曾在家乡的俱乐部TSV Gnarrenburg中效力。2013年夏天與云达不来梅青训营签约。

## 來源
1. ↑  Mentrup, Thorin. . Weser-Kurier. 2 May 2021  [5 December 2021]. （原始内容存档于2023-03-31） （德语）.